# Hossa Nationalpark
Hossa Nationalpark ligger i den nordlige del af Suomussalmi kommune, vest for landsbyen Hossa. Den er nationalpark  nr. 40 i Finland.
Nationalparken, der blev oprettet i anledning af 100-året for den uafhængige stat Finland, blev åbnet den 17. juni 2017 af præsidenten for Republikken Finland Sauli Niinistö.

## Historie
Etableringen af en ny nationalpark var et af premierminister Juha Sipiläs vigtigste projekter. Hossa Naturpark blev valgt som Årets Nationalpark, fordi Suomussalmi spillede en vigtig rolle omkring Finlands uafhængighed.
Før nationalparken blev grundlagt var Hossa et statligt vandreområde. Hossa har mange søer og gode fiskemuligheder, og der er en række turistvirksomheder her. Vandreområdet blev grundlagt i 1979 med et samlet areal på 90 km² grundlagt. Som andre områder der forvaltes af skovforvaltningern Metsähallitus, var Hossa ikke et rigtigt naturreservat. Selvom det er en del af Natura 2000, er omkring en tredjedel af dets skove blevet fældet af Metsähallitus. I december 2011 udløste omfattende skovrydningsplaner i det sydvestlige Hossa modstand fra turist- og naturbeskyttelsesorganisationer i regionen.

## Natur
Nationalparken dækker et område på omkring 11.000 hektar, der er statsejet. Nationalparkens kerne er den ca. 9.000 hektar store Hossa Naturpark plus dele af Kalevala Park og den Fennoskandiske grønne zone.
Området Hossa er præget af små klare floder og omkring 130 søer suppleret med hedeområder. Skovene er overvejende fyrreskove, hvor der vokser  tranebær,  blåbær og svampe.
Moilasenvaara er på den anden side præget af urskoven, som har en særlig beskyttelsesværdi. Julma-Ölkky med den største canyonsø i Finland med sine stejle vægge er en imponerende to milliarder år gammelt naturmonument. Dens længde er cirka tre kilometer, bredden på det smalleste punkt omkring 10 m, dens dybde 50 m og klippernes højde på det højeste punkt ca. 50 m. Farvelagte menneske- og dyrefigurer fra oldtiden kan findes på lodrette klippeflader.
Der er mange rensdyr og rådyr i området såvel som et par bjørne.

## Stier og veje
Der er markeret omkring 90 kilometer vandrestier   i parken; De løber langs bredden af floderne og søerne. De danner sløjfer, der kan skelnes fra hinanden  af forskellige farvede markeringer. Der er en tre kilometer lang natursti nær besøgscentret, der præsenterer natur, historie og kultur. Der er også fire mountainbikeruter og tre stier, der kan bruges med kørestole. Det nationale UKK vandresti opkaldt efter præsident Urho Kaleva Kekkonen fører gennem parken til Kylmäluoma.
Fra Statsvej 5 kan man nå Peranga via 9.5 km lang forbindelsessti. Fra det nordvestlige hjørne af vandreområdet ved Somerjärvi-søen er der en 30 km lang tilslutningsrute til Kylmäluoma vandreområdet. På vejen  krydses Irnijärvi, hvor der arrangeres bådtransporter. Landsbyen Hossa er slutpunktet på den 160 km lange østgrænse-vandresti (finsk: Itärajan retkeilyreitti) der kommer fra grænseovergangen Vartius.

## Turistcenter
For turister er der et besøgscenter , som ud over et rådgivningscenter har  café-restaurant, et udstillingsområde og en butik med souvenirs og grundlæggende dagligvarer. Centret driver også campingpladsen Karhunkainalon, der sælger og udlåner fiskeri- og jagtudstyr, snescootere, både, cykler og campingudstyr.
Hossa Nationalpark har i alt 14 åbne sheltere og fem hytter. Telte kan opstilles visse steder.

## Seværdigheder
Värikallio-stenmaleriet ligger i Kainuu. Det er den tredjestørste figur i Finland og blev sandsynligvis malet i stenalderen. Maleriet blev fundet i 1977 af Juha Rossi og Leena Mäkelä i det næsten ubeboede område.
Lisää Lounatkoskesta er en gammel arbejdende vandmølle, og der er flokke af rensdyr i området.